# Стрмца (Лашко)
Стрмца (словен. Strmca) је насељено место у општини Лашко, Савињска регија, Словенија.

## Историја
До територијалне реорганизације у Словенији била је у саставу старе општине Лашко.

## Становништво
У попису становништва из 2011. године, Стрмца је имала 404 становника.
| Број становника према пописима | Број становника према пописима | Број становника према пописима |
| ------------------------------ | ------------------------------ | ------------------------------ |
| 1991                           | 2002                           | 2011                           |
| 386                            | 397                            | 404                            |

Напомена: Године 1984. умањено за део насеља који је припојен насељу Лашко.